# Alsó-Normandia
Alsó-Normandia Franciaország egyik északnyugati régiója volt 2015 végéig. 
A 2014. évi közigazgatási reform keretében néhány új közigazgatási régió létrehozásáról és a korábbiak közül több összevonásáról döntöttek. Ennek során 2016. január 1-jén Alsó-Normandia Felső-Normandiával együtt az újonnan alakított Normandia közigazgatási régió része lett.

## Történelem
A történelmi Normandia tartományt, amelynek története a 10. századig vezethető vissza, 1957-ben a két régióra osztották: Alsó- és Felső-Normandia.
A római uralom után az 5. században foglalták el a frankok a vidéket.
A 9. században a normannok pusztítottak a térségben. Alsó-Normandia területének zöme a 10. században került a normandiai hercegek birtokába.
1066-ban Hódító Vilmos normandiai herceg elfoglalta Angliát. Caen-ben temették el. Halála után Normandia idősebb fia birtoka lett, második fia lett Anglia uralkodója. 1106-ban azonban a tartomány az angol királyok birtoka lett. Majdnem száz év múlva, 1204-ben, II. Fülöp Ágost francia király hódította meg Normandiát, kivéve a Csatorna-szigeteket. A százéves háborúban Plantagenêt-ház birtokába került. 1436 és 1450 között azonban a francia korona hódította meg ismét a tartomány szárazföldi területét. 1453-tól a francia monarchia birtokolta a mai tartományt.
A második világháborúban a normandiai partraszállás fő csapása Alsó-Normandiát érte. Calvados vidéki homokos tengerpartokon szálltak partra a nyugati szövetségesek 1944 júniusában. A normandiai csatában sok falut és várost leromboltak, vagy súlyos károkat szenvedtek.